# Площадь Берзарина
Площадь Берзарина (Берзаринплац, нем. Bersarinplatz) — городская площадь в берлинском районе Фридрихсхайн, округ Фридрихсхайн-Кройцберг, названная в 1947 году в честь советского военачальника, Героя Советского Союза Николая Эрастовича Берзарина, первого советского коменданта Берлина после победы СССР над нацистской Германией и почётного гражданина Берлина. Площадь овальной формы площадью в почти 10 500 м² находится на пересечении Петербургской улицы (нем. Petersburger Straße), идущей в направлении север-юг, и улицы Вайденвег (нем. Weidenweg), пролегающей по диагонали в направлении с северо-востока на запад.
Площадь была заложена на земельном участке на окраине Берлина в соответствии с проектами инженера Джеймса Хобрехта 1862 и 1882 годов. С 1895 по 1947 год площадь носила название Бальтенплац — «Балтийская площадь». Застройка площади эпохи грюндерства была разрушена в ходе бомбардировок столицы в конце Второй мировой войны. В первые послевоенные годы на очищенной от развалин площади берлинцы разбили огороды. Новая жилая застройка площади панельными домами производилась в 1985—1987 годах. В 1990-е годы вопреки общественным дискуссиям, ставившим под сомнение роль Берзарина в истории города, Сенат Берлина принял решение сохранить имя Берзарина в названии площади.